# Nationalpark Palenque
Der Nationalpark Palenque liegt in der Nähe der historischen Stadt Palenque im Regenwald des Bundesstaates Chiapas in Mexiko.
Die UNESCO führt „Pre-Hispanic City and National Park of Palenque“ auf der Welterbe-Liste und der Nationalpark wird von der IUCN in der Kategorie II geführt. Verwaltet wird der Park vom Bundesstaat Chiapas.
Der Park liegt sechs Kilometer von Palenque entfernt. Verschiedene Tempel befinden sich in der von tropischem Regenwald geprägten Region. Der Wasserfall Montiepa liegt ebenfalls im Park. Der 1981 eingerichtete Park hat eine Größe von 17,72 km².